# 天気予報
天気予報（）とは、ある地域で天気がどう変化するか予測し、知らせること。気象予報（）ともいう。

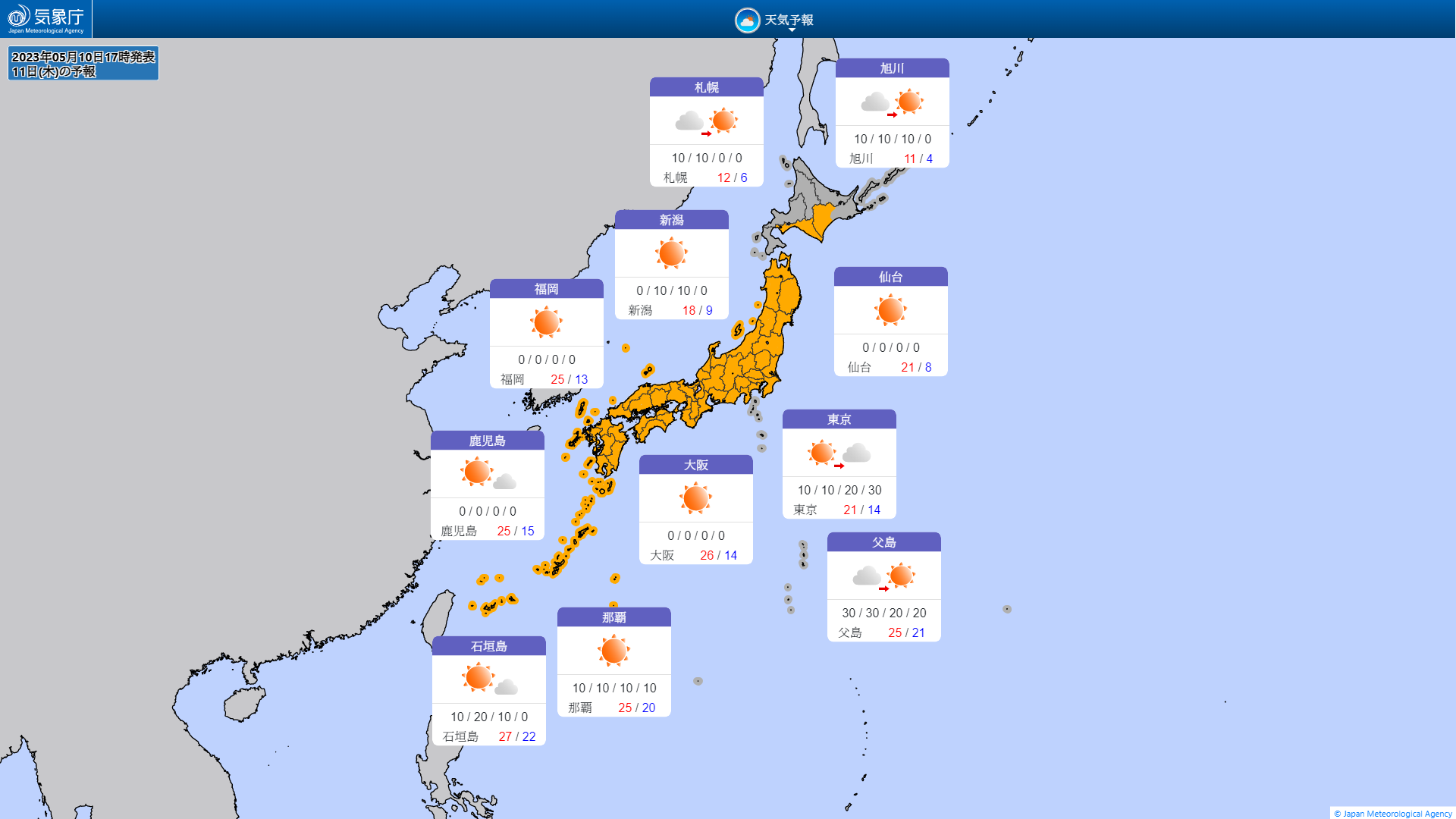
日本の気象庁が発表する天気予報（気象情報、これは過去のもの）

過去の天気や現況の天気、気圧、風向、風速、気温、湿度など大気の状態に関する情報を収集し、これをもとに、特定の地域あるいは広範囲な領域に対し、当日から数日後まで（種類によっては数か月後に及ぶものもある）の天気風、風、気温などの大気の状態と、それに関連する水域や地面の状態を予測して伝えるものである。

## 概要
日常生活や業務に対して天気が与える影響は非常に大きく、19世紀に近代気象学が生まれると同時に科学的な天気予報の試みが行われてきた。現代における天気予報は、気象のメカニズムを解明する気象学の発達と並んで、多種多様で世界的な気象観測網の構築、コンピューターの発展に支えられた数値予報インフラストラクチャーの整備、そして情報を一般に広く伝えるマスメディアによって支えられ、運用されている。
地球の大気の挙動は、カオスそのものであるため、初期値鋭敏性が高く、大気シミュレーションの計算誤差が、反復計算により指数関数的に増大するため、長期間の予測は極めて難しい。また地形の影響が大きい山岳部は天気が急変しやすく、予報のアルゴリズム精度が落ちるなど正確な天気予報が外れることも多い。しかし、予測の初期値を得る大気計測、気象衛星による観測データやスーパーコンピュータの利用などにより、予報精度は向上している。
数値予報が台頭してくるまで、天気予報は観測記録をもとにした過去のノウハウや経験則の蓄積に頼る部分が大きく、予報官の経験に左右されるところが大きかった。数値予報の登場によって解析業務の負担が軽減されるとともに、精度が向上して予報の幅も広がってきている。また、観測の自動化・無人化も急速に進んでいる。
気象観測・情報収集・研究に関しては、世界気象機関（WMO）などの国際機関、世界各国の気象機関や防災担当の国家機関、研究機関や大学などによって連携して行われている。世界各国で法的な規定をもって責任機関を定め、気象に関する業務を担当させている。国によっては予報業務の自由化（民間開放）も進められているが、国際的には、国連の世界気象機関が、1995年の第12回世界気象会議議決事項40附属書3において、「関係する加盟国が認めた場合を除き、商業セクターの気象業務提供者は、その活動する国及び海域において、生命及び財産の安全に関わる予報及び警報を公表してはならない。商業セクターが公表する生命及び財産の安全に関わる予報及び警報は、国家気象・水文気象機関等の公的機関が公共的な業務に係る責務として実施するものと矛盾しないものでなければならない」との指針を示している。
現代の天気予報は、ゲリラ豪雨や激化する猛暑などに代表される気象災害の増加・変化やニーズの変化への対応、エルニーニョ・南方振動（ENSO）や北極振動（AO）等の最新知見を取り入れた予報精度の向上などが大きなテーマとされている。そのため、そういった豪雨などの異常気象、ENSOやAOなどの気候パターン、地球温暖化などの気候変動の解明が求められているほか、気象機関は市民に対して天気や気候変動に関する説明・解説を行う一定の責任も負っている。

## 天気予報の要素
一般的な天気予報の情報は、どこの（予報区域）、何を（予報要素）、いつからいつまで（予報期間）、どんな形式で（予報形式）予報するかという4つの大きな要素がある。
予報区域
- 地点ごと - 主要な観測点・都市における予報値を発表する。
- 予報区ごと - 予報区内における全観測点の平均、または代表観測点における予報値を発表する。
- 格子点ごと - 予報領域内を細かく区切った、各格子点における予報値を発表する。

予報要素
気温・最高気温・最低気温、湿度、露点温度、風向・風速、降水（降水量・降水確率）、天気・波浪の高さ、海水温など。海氷、雷、突風などもある。気圧配置、前線や（一般向けではないが）気温、相当温位、渦度などの分布を示す天気図の予報、熱帯低気圧（台風など）の勢力や進路を示す地図の予報もある。その他「#特色のある予報」も参照。
予報期間
日本の気象庁の場合、以下の4区分がある。実際の期間については下記を参照。
- 短時間予報 - 3時間後まで
- 短期予報 - 3時間後を超え48時間後まで
- 中期予報 - 48時間後を超え7日後まで
- 長期予報 - 8日後以後を含むもの

天気や気温などを予報する場合、1時間ごと・3時間ごと・6時間ごとなど、必要性や情報量の制約からいくつか区分方法を使い分けている。雲画像やレーダー画像などは、5分ごと・10分ごと・30分ごと・1時間ごとなどより細かい区分を用いる。
予報形式
- カテゴリー予報 - いくつかの区分の中から1つを選んで発表する。天気（「晴れ」「くもり」「雨」）など。
- 量的予報 - 予測値をそのまま、適切な位で丸めて発表する。気温、降水量、風向、風速[注 1]など。
- 確率予報 - 予測値を確率として表現し、適切な値で丸めて発表する。降水確率など。

上の3形式が典型的な予報形式である。これ以外に分類できないものとして、最も可能性の高い1つの状態を表現するもの（天気図など）。

## 天気予報の歴史

### 近代以前の予報
天気は多くの人々の生計と生活に大きな影響を与えるものであり、古代においてもこのことは今にもまして重要なことであった。およそ数千年の間、人々は一日が、もしくは一つの季節がどのような天気になるか予想しようとしてきた。紀元前650年に、バビロニア人は雲のパターンから天気を予測し、紀元前およそ340年には、アリストテレスが気象学に基づいた天候のパターンを描き出した。中国大陸の民族も少なくとも紀元前300年までに天気を予測していた。
通常、古代の天気予報の方法は、天候のパターンを見つけることに依存していたために全ては経験に頼ったものであった。例えば、日没時に空が際立って赤かったならば、翌日は晴れが予想される、などといった具合にである（「夕焼け#観天望気」参照）。この経験は、世代を越えて天気に関する知恵（たとえば諺など、観天望気）を蓄積することとなった。しかしながら、これらの予測全てが信頼できるものだと証明されるとは限らず、また、それら経験に頼った天気予報は後の研究により厳格な統計学的分析に依拠しないものもあるということが判明してきている。
特に漁師や廻船などの船乗りは荒れた海に出ると生命にかかわるため、日本では天気の観測・予測を「日和見」と呼んで重視した。日本各地に残る日和山（ひよりやま）等の地名は、そこから天気の具合を観察したことによる。
日本では1884年（明治17年）6月1日に近代的な天気予報の第一号が発表されたが、江戸時代には平戸藩で参勤交代など船の運航を担っていた山崎家は天気見様（てんきみよう）という天気観測・予報に力を入れていた。

### 天気予報の近代化
1837年の電報の発明まで、近代的な天気予報の時代は到来しなかった。この発明までは蒸気機関車より少しでも早いリアルタイムの大気の状態についての情報は伝えることができなかったからである。しかし電報の発明は、ほぼ瞬時に広範囲から気象の状態に関する情報を収集することが可能となった。このことにより、はるか風上の天気の情報を元にした天気予報が可能となった。
クリミア戦争の際、暴風で黒海の英仏艦隊が壊滅したのを受けて、フランスのパリ天文台台長のユルバン・ルヴェリエが暴風雨を予測する研究を行い、天気予報の必要性をナポレオン3世に進言した。
1854年に設立されたイギリス気象庁は世界で最も早期に設立された気象機関の一つで、1870年代に天気図の作成を開始、1879年には新聞に対して情報提供を開始するなど先進的な試みを行っている。気象学の発達した欧米各国は、1873年に国際気象機関（IMO、後の世界気象機関）を設立して国際協力を推進した。一方で、軍事機密を伴う部分もあるため、予報のノウハウは各国が独自に培っていった部分が大きい。
科学的な天気予報の誕生に功績があったと最も信じられている人物は、フランシス・ボーフォート（ボーフォート風力階級で知られる）と彼の部下ロバート・フィッツロイ（the Fitzroy Barometerの開発者）である。2人はイギリスの海軍や政官界で影響力をもった人物で、当時新聞で嘲られていたが、彼らの仕事は、科学的信頼を獲得し、英国艦隊によって受け入れられ、今日の天気予報知識の全ての基礎を形成した。

### 現代の天気予報
20世紀の間に、大気変化の研究を取り入れた気象学は大きく進歩した。数値予報の考え方は1922年にルイス・フライ・リチャードソンによって提示された。しかしながら、天気予報を成り立たせるために必要な膨大な計算をこなすコンピュータはその当時存在しなかった。1970年に初めて、数値予報により世界中の天気予報業務を行うことが可能となった。
国際テレビ放送やインターネットの発達により天気予報のグローバル化が進んでいる。特に先進国の民間気象会社は、世界の気象機関や自社で観測したデータなどをもとに世界各国の天気予報をインターネットや各メディアでユーザーに届けるようになった。グローバルな天気予報は利便性を向上させる一方、情報源、予報技術、信頼性などが見えにくく、災害をもたらすような気象現象において責任国家機関の情報と各民間気象事業者の予報が異なる事態により受け手が混乱を招く問題も指摘されている。世界気象機関WMOでは情報の混乱の緩和を図るため、世界の主要都市の週間予報と災害の危険のある顕著現象について公式の情報提供を行っている。
一方で気象サービスの商業化とともに、各国の公共サービスの見直しや財政の緊縮化を背景に、国家が気象サービスを有料化する動きもある。その顕著な例がニュージーランドで、ニュージーランドでは政府が100%株式を保有する政府企業が有料で気象サービスを提供するようになっている。ヨーロッパでもこのような商業化の流れがみられるが、アメリカや日本では通信料だけで国の機関から気象サービスの提供を受けることができ商業化とは対極にある。気象サービスの商業化政策に対しては、気象情報の有効活用や開発意欲を阻む要因になるともいわれている。

## 天気予報システム
現代の天気予報システムは5つの構成要素から成り立っている。
- 情報収集
- 情報の融合
- 数値予報
- 気象変化の型をたたきだす
- エンドユーザに対する予測の提供

### 情報収集
気象学は地道な観測から始まったように、天気予報においても不断の観測が予報を支えている。デジタル計器など存在せず有人観測が主流だった時代には、多数の観測点を設置して定期的に人の手により交代で観測を行っていた。自動観測が広く普及した現在、観測点数を増やすことも容易になり、無人化も進行してきている。
現在、世界的に主流な観測方法として、
- 陸上では、温度計、湿度計、風向風速計、気圧計、雨量計、積雪計、蒸発計、日射計、日照計などをセット（効率を考え、温度計や雨量計など重要性の高い測器が高密度で設置されることが多い）で自動気象観測所（AWS）として設置することが多い。日本ではアメダスがこれに当たる。一般的に、主要都市を含めた上で、国土を一定の密度でカバーするように設置される。予報業務等と観測を併せて行う気象台も、主要都市などに設置されている。また、先進国では国土をカバーできるように気象レーダー（マイクロ波、ミリ波、デュアルドップラー）が整備されている。アメリカ合衆国ではドップラー・レーダー網のNEXRADが整備されている。
- 海上では、気温や気圧等に加えて海水温や流速等を観測する海洋気象ブイの設置が進んでいる。気象観測船による観測も各国が行っている。
- 上空では、高層気象観測の一環としてラジオゾンデ（レーウィンゾンデ）、ロケットゾンデ、ドロップゾンデ等での観測が行われている。天気予報を行う上では地上〜対流圏上部付近までの上空の気温、気圧、湿度、風を知ることが非常に重要であり、これは衛星観測でもできないことから、無人化の流れの中でも人手と観測網は維持されている。航空機による観測も行われており、旅客機に搭載された機器も重要な情報源である[6]。新しい観測手法として、地上に設置されたLIDARやSODARによる上空風速の観測の利用が広まってきている。また、気象衛星によるリモートセンシング観測も行われ、雲画像や水蒸気分布、気温、風向・風速などが収集されている。

観測の精度を一定に保つため、観測機器の仕様や運用についてはWMOが統一基準を定めており、それに基づき各国は細かい基準を定めている。日本では観測機器の気象測器検定、気象庁による「気象観測の手引き」などがこれに該当する。
観測要素の多い気象台を中心として、国際的に情報提供する観測点が定められており、全球気象通信システム（GTS）に載せられ世界中へ配信される。日本では、気象庁が構築しているネットワークであるADESSを経由してGTSへ接続されている。また、AMDAR等の情報ネットワークもある。この国際データはSYNOP、SHIP、METARなどのいわゆる国際気象通報式の形式をとり、WMOやICAOにより定められた統一基準に従って定時（SYNOP3時間毎、METAR1時間毎など）・臨時に情報を送信する。

### 情報の融合
天気予報には、情報の迅速な伝達と収集が重要である。気象庁では、COSMETSで情報の統合整理を行っている。国際データ、ブイやラジオゾンデ、気象台の観測データはADESS経由で、気象情報のデータは気象衛星センターのサーバ経由で、アメダスのデータは地域気象観測センター経由で、COSMETSに送信される。国際的には、全球通信システム（GTS）と呼ばれる世界規模の通信網を通して各国の気象機関の間で情報をやり取りしている。また途上国向けに、全球データ処理・予測システム（GDPFS）のもとで、各地域の主要気象機関がガイダンス資料（後述）までの作成も行い、提供している。

### 数値予報
理論式で構成された数値予報モデルに観測値を入力する（データ同化）。観測値は観測点の偏りが原因でデータの分布はまばらであるため、推定（客観解析）を行ってデータを補正する。このデータを一次データとして、ガイダンスを作成する。
気象庁では、COSMETSの中の演算部分であるNAPSで数値予報の演算を行い、予報結果を気象庁本庁のほか、各地の気象台などへと送信する。演算には高性能のスーパーコンピュータの利用が不可欠であり、その性能が予報精度や速度を左右する。

### 気象変化の型をたたきだす
数値予報モデルの演算結果はあくまで格子点形式で物理量を出力するのみであるため、これを予報に利用しやすい形に変換する必要がある。例えば、気圧配置データをもとに天気図を作成したり、湿度・気温・気圧のデータから雲量を割り出し更にそれから天気分布を割り出すなどの「翻訳作業」を行う。こうして作成した気象のパターン資料を天気予報ガイダンスという。ふつう、いくつかのパターンのガイダンス資料を出力しておき、それらの中から検討を行い、最適化や補正を行って、1つの値あるいは数値幅を決めたり、予報文の検討や警報の判断を行ったりする。

### 一般利用者に対する予測の提供
導き出された情報を予報の種類に合わせてまとめ、適切な形式で発表する。予報期間が長いほど精度が下がるため、天気・気温・降水確率などの一般的な天気予報は1週間後までしか行われていない。また、雨や雷、突風や集中豪雨などの局地現象の様子を提供するレーダー画像やナウキャスト、地図上で台風の進路を示す台風情報など、天気予報の形式は様々である。
また、航空管制、鉄道、バス、船舶などは、その分野に適した専門的情報を提供する必要がある。例えば、航空管制における飛行場予報や航空路の乱気流、着氷、火山灰の予測、船舶における波浪、海流、海水温の予測などが挙げられる。

## 天気予報の精度
天気予報の信頼性は、予報精度の高さに左右される。日本の気象庁における、適中率（1992年〜2019年の28年間全国平均）を挙げると、17:00発表の翌日予報で83%、翌々日で80%、11:00発表の週間天気7日後予報で67%となっている。適中率は、"降水の有無の適中率"とされており、晴れや曇りなどの天気概況の適中判定ではない。
予報精度の評価方法は、予報形式ごとにいくつかある。
カテゴリー予報では、実際と予報の両方において、各カテゴリ内の事象出現回数を表にまとめ、次のような指標を用いて表現する。この方法では、見逃し率と空振り率は、現象が発生するかしないかの2カテゴリ（計4区分）を用いるのが適切である。
適中率（一致率）
実際のカテゴリと予報のカテゴリが一致する事象の出現割合（%）。
各予報カテゴリの適中率の場合、予報で対象カテゴリとした事象のうち、実際に発生した事象の割合（%）を求めればよい。
見逃し率
実際は発生したが、予報では発生しないとした事象の出現割合（%）。
空振り率
実際は発生しなかったが、予報では発生するとした事象の出現割合（%）。
捕捉率
実際に発生した事象のうち、予報でも発生するとした事象の割合（%）。
スレットスコア
実際でも予報でも発生となった事象/全事象-実際も予報も発生しなかった事象（%）…発生することが少ない事象に適している。
スキルスコア
1-（予報における二乗平均誤差/気候値予報における平均2乗誤差）…1が完全予報であり、これに近いほど予報精度が高い。予報の難易度が除外されている。
バイアススコア
予報で発生するとした事象/実際に発生した事象（%）…1に近いほど、見逃し・空振り間の偏りが小さい。
量的予報では、以下の指標が用いられる。
平均誤差（ME）
{\displaystyle {\frac {1}{N}}\sum _{i=1}^{N}(F_{i}-A_{i})} …予報の誤差の期間平均の偏りを示す。
二乗平均平方根誤差（RMSE）
{\displaystyle {\sqrt {{\frac {1}{N}}\sum _{i=1}^{N}(F_{i}-A_{i})^{2}\,}}} …予報の誤差の標準的大きさを示す。
確率予報では、以下の指標が用いられる。
ブライアスコア（BS）
{\displaystyle {\frac {1}{N}}\sum _{i=1}^{N}(F_{i}-A_{i})^{2}} …予報確率Fi、実際値Ai（発生した場合1、発生しなかった場合0などとする）としたときの確率誤差の総和を予報回数Nで割ったもの。値が0に近いほど精度が高い。
ブライアスキルスコア（BSc-BSf）/BSc
気候値予報のブライアスコア（BSc）と予報のブライアスコア（BSf）を比較したもの。値が大きいほど予報の意義が大きい。

## 天気予報に関する機関

### 国際機関
気象に関する主要な国際機関として、国際連合の下部機関である世界気象機関（WMO、本部ジュネーブ）や国際民間航空機関（ICAO）がある。
WMOは天気予報の分野では、観測方法の国際的統一のための「技術規則」や「国際気象通報式」の採択、国際気象専用回線網の構築、世界気象センター (WMC）や特別地域責任センター（RSMC)など支援センターの設置を行っている。統一的な観測方法と国際回線の構築により、先進国では日々の数値予報モデルの運用が可能になっている。また、発展途上国では特別地域責任センターRSMCの提供する情報を国際回線やインターネットで入手することで自国の天気予報に役立てている。

## 欧米における天気予報

### アメリカにおける天気予報

#### 気象関連資格
アメリカでは1956年からアメリカ気象学会（AMS）が気象コンサルタントCCM（Certified　Consulting　Meteorologist）の資格試験を実施している（技能資格であり国家資格ではない）。CCMの取得要件は何度も改定されているが、高等教育機関で一定の気象学の学習と単位を取得していることが要件になっている。
また、ラジオやテレビに出演する天気キャスターの資格として、Seal of Approval Program for Radio and Television（AMSの科学者らによって1959年に創設）やNational Weather Association Broadcast Seal of Approval（1982年にNationalWeatherAssociation（全国気象協会）が創設）がある。

### イギリスにおける天気予報

#### 天気予報の提供媒体
英国放送協会（BBC）では創立時から天気予報を放送していたが、日々の天気予報を放送するようになったのは1923年3月からである。BBCは1922年11月14日からイギリス気象庁の天気予報の提供を受けていたが、2015年に打ち切りが報じられた。
首都ロンドンのピカデリーサーカスの電光掲示板では2017年の改修後から天気予報も表示されることとなった。

### ドイツにおける天気予報
ドイツ気象局はヨーロッパの気象予報に影響力があり、スイスやイタリアなど隣国でも参照されている。

### イタリアにおける天気予報
イタリアでは気象予報は空軍の管轄となっており、イタリア気象局は空軍参謀本部の傘下にある。

### 世界空域予報センター
アメリカとイギリスは世界空域予報センターを分担して運営しており、国際線の飛行計画や航空機の運航のために必要な風や気温の情報を提供している。

## 日本における天気予報
日本の気象業務法は、気象に関する観測・情報収集から発表まで、および研究、それらに付帯する業務を「気象業務」と定めており、気象庁が中心となって執り行っている。

### 気象庁の予報
気象庁が発表する一般向けの予報の種類には、あらかじめ決められた予報区ごとの気象状態を予報するものと、地図上を一定の大きさの升目に区切った格子ごとの気象状態を予報するものとがある。
前者の例としては、
- 時系列予報（3時間ごとに24時間先まで予報）
- 短期予報（今日・明日・明後日の予報）
- 週間予報（発表日翌日から7日先までの予報）
- 季節予報（1か月・3か月先までのおよその天気の特徴）

がある。また、警報・注意報や気象情報も予報区ごとに発表される。
以前は週間予報は週1回程度→後に週2回程度の発表であったが、現在は毎日発表されている。季節予報はおおむね月の下旬に3か月先の予報、毎週木曜日に翌月1か月分の予報を出すことが一般的である
予報区の種類には、「全般」（日本全国）、「地方」（全国で11）、「府県」（東京都を含む、広大な北海道は2〜3の振興局ごとに細分）などがあり、どの予報区について予報を発表するかは、予報の種類によって異なっている。
予報には、天気の予報以外に、最高・最低気温、降水確率の予報も含まれる。また、時系列予報および短期予報では、時間ごとの気温、風向・風速、降水量、波浪の高さなども含まれる。気温や風向風速、天気などは、予報区内の代表的地点（気象官署またはアメダス観測所のある地点）における予報値が発表される。
短期予報と地域時系列予報は原則として5時・11時・17時の3回発表している。週間予報は11時・17時の2回発表している。
2008年7月28日の都賀川水難事故や2014年8月20日に発生した広島土砂災害などのように、当初発表した予報が大雨に結びつかなくても（曇り時々晴れ）、突発的に積乱雲が発達して大雨になることがある。特に「雷を伴う」が発表されている場合は注意が必要である。
後者の例としては、
- 天気分布予報：天気、気温、降水量、降雪量（3時間ごとに24時間先まで予報）
- 降水短時間予報（1時間ごとに6時間先まで予報）
- 降水/雷/竜巻のナウキャスト（10分ごとに1時間先まで予報）
- 黄砂情報予測（6時間ごとに4日先まで予報）
- 紫外線情報（1時間ごとに翌日18時まで予報）
- 予報天気図（24時間後および48時間後）
- 台風情報[注 3]（1時間または3時間ごとに24時間先まで、3日および5日先まで）

がある。
前者（予報区ごと）に比べると、過去の解析・現在の実況の経過を見ながら、予報を示していく種類の予報が多い。長期の予測が難しいという特徴があるため、短期の予報を迅速に伝えることで信頼性が増す。
大別して、日本列島を数〜数十kmの格子で区分したメッシュを用いて予報を図で示すメッシュ形式のものと、日本列島周辺の地図上に等圧線などを示して予報を表す天気図形式のもの2つがある。
一般向け予報とは別に提供されている船舶向け予報（天気図）では、気圧、流線、風、渦度、気温、湿数、降水量などの予報を発表している。
このうち台風情報に関しては気象庁のみが発表することにしており、民間気象情報会社であっても、台風の進路図は気象庁のものを利用する（ただし見やすさや独自の表示に一部アレンジを施すことはある）

#### 予報用語
気象庁の天気予報では、誤解や混乱を防ぐため、予報に用いる用語を定めており、メディアに対してもそれに準じた用語を使用するよう指導している。独特の言い回しや、厳密に規定された表現などがある。以下に、よく用いられる用語の例を挙げる。
- 一時…連続的な現象で、予報期間の1/4未満のとき（予報文では時間細分を伴うものが多い）。
- 時々…断続的（現象の切れ間が1時間以上ある）な現象で、予報期間の1/2未満のとき（予報文では時間細分を伴うものがある）。
- 所により（ところどころ）…現象の発生する場所が散在していて特定の地域名で表現しにくく、かつその合計面積が予報区の50%未満のとき。

詳しくは「予報用語」を参照。

#### 警報・注意報など
警報は、重大な災害の起こるおそれのある旨を警告して行う予報である。
警報が発表された場合は、NHK総合テレビジョンでは画面上にテロップで表示される。気象情報の番組中では赤字で表示される。NHKラジオ第1放送（FM放送は「ラジオ深夜便」放送時のみ。但し放送しない場合あり）では、放送中の番組内に割り込んで「番組（曲）の途中ですが気象関連のお知らせです。先ほど○時□分、△△地方に大雨洪水警報が発表されました」などとして警報が発表されたことが報じられる。
警報に準じて災害が起こるおそれがある場合に、あるいは社会・経済活動に広範囲な支障を及ぼす現象について注意喚起のために発表する予報を注意報という。
警報・注意報およびこれに関する情報には、気象庁が単独で発表するもののほか、個別の河川に対して河川管理者と共同で発表する共同洪水予報や、大雨警報を補足してがけ崩れなどへの警戒を呼びかけるために都道府県と共同で発表する土砂災害警戒情報もある。

### 予報業務許可事業者
現在では、気象庁だけではなく、気象業務法第17条に基づき気象庁長官の許可を受けた官民の予報業務許可事業者も独自の予報を提供している。なお、許可事業者が予報業務を行う場合は、事業所ごとに気象予報士を置かなければならない。
現在の予報業務許可事業者のリストは 気象庁の公式一覧 を参照されたい。ここには、気象予報を行っている民間企業以外に、日立市・羽曳野市といった地方自治体、数名の個人事業者（気象予報士）が含まれる。
許可事業者が行う天気予報の業務は、気象庁と重複する部分もあるが、様々な独自業務もある。代表されるものとしては桜前線があり、許可事業者3社が発表を行うようになったこと、またコア分野ではなく応用分野であったことから、大元の気象庁の方が2010年より発表を取りやめることになった経緯がある。なお、警報や注意報に関しては重要性が高く混乱を防ぐため、気象庁だけが行うこととなっている。
許可事業者が利用する一次資料にあたる、観測データや数値予報の根拠データ等は気象業務支援センターからも提供されており、どの事業者でも利用可能となっている。しかし、数値予報自体は自社設備で独自に行っているところもある。予報資料（ガイダンス）の中心部分は各社独自のものであり、これに基づいて各事業者が予報を発表している。

### 特色のある予報
天気予報では、天気天候と密接にかかわる他の情報が合わせて伝えられることが多い。それらは季節や地域によって様々な特色がある。
| - 梅雨入り・梅雨明け、初冠雪、初霜、初氷、初雪 - ウグイス初鳴き、ツバメ初見、セミ初鳴き、ウメ開花やサクラの開花・満開、ススキ開花、カエデ紅葉・落葉など（生物季節観測の情報） - 海水対塩分比重情報 - 黄砂情報 - 桜島の風向きと降灰予報（鹿児島県） - 路面凍結情報 - 水道管凍結予報 - 降雪量予報（青森県） - 遅霜予報（静岡県） | - 紫外線情報 - 花粉飛散指数（→花粉症） - 洗濯指数 - 掛け布団指数 - 重ね着指数 - 鍋物指数 - 芋煮天気予報（山形県の『山形新聞』） - 不快指数 - ビール指数 - 泡盛喉ごし指数（沖縄県の石垣ケーブルテレビ） - 流氷情報（北海道） - でんき予報（冷暖房の消費電力が増える夏季や、寒さが厳しい北日本地域では冬季も） |

### 人々が天気予報情報を得る経路
人々が天気予報の情報を得る経路について、2017年にマクロミル社が日本の1000人を対象に調査した結果では、人々が天気予報を確認している媒体（情報源）の1位は「テレビ番組の天気予報コーナー」でおよそ8割、2位が「スマホ（携帯電話）の天気情報アプリ」でおよそ5割の人々が利用している。テレビ番組とスマホアプリの利用傾向は世代によって異なり、若い世代ほどスマートフォン（スマホ）から天気予報の情報を得ている傾向があり、20代の女性で75%がスマホのアプリから情報を得ている。

#### 放送

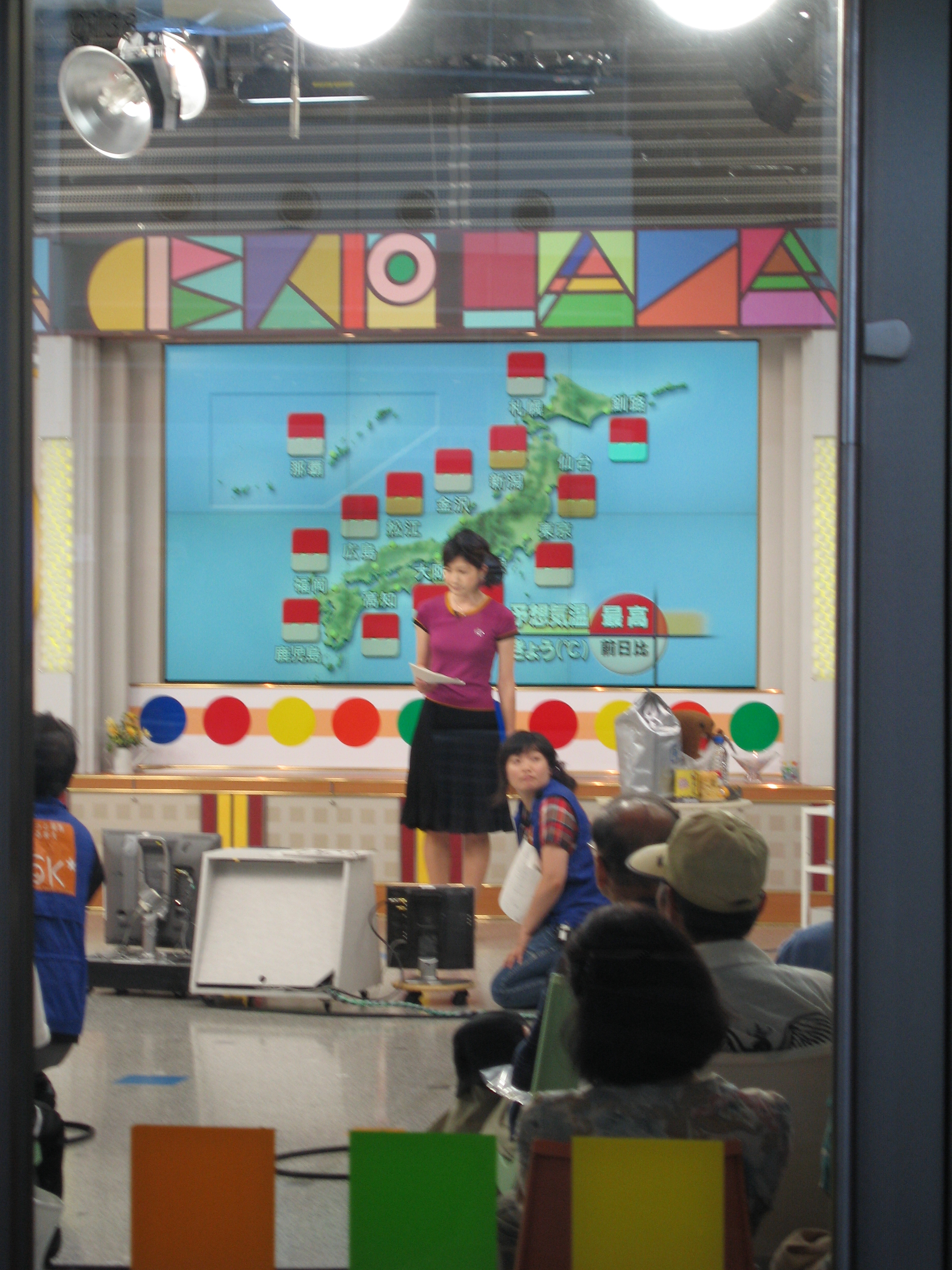
テレビの天気予報の様子

一般的な晴れのマーク

一般的なくもりのマーク

放送（テレビ・ラジオ）では気象情報番組や報道番組内の天気コーナーなどで定期的に放送を行う。取り扱う番組によって、気象庁発表のものをそのまま流用するもの、各社局が契約した気象業務許可事業者の天気情報を使用するもの、専属の気象予報士が提供情報を基に独自に加工するものがある。警報発表時（発令・解除）にはテロップで伝えられることがあるほか、台風・前線などによる豪雨などの広域災害が予想される場合やそれが発生した場合には報道特別番組（主にNHK）が放送される。衛星放送・ケーブルテレビでは天気のみを扱う専門チャンネルがある。TOKYO MXはまだインターネットが普及していなかった開局前、「101回天気予報」をうたっており、実際の開局後にはそこまでは多くなかったものの頻繁に天気予報を放送していた。これに影響されてか、テレビ東京も1997年から2003年まで各番組の終わりがけにネットワークぐるみで「ウェザーブレイク」を自動送出で放送していた。
一般にテレビ放送や新聞では、天気予報をイラストマークにより直感的にわかるよう表示している。テレビ放送では、ごく初期には地図ボード（天気図の場合もあり）に天気予報のイラストマークを貼り付けたものをテレビカメラが映し、アナウンサーが各地域の予報を読み上げる方法であった。やがて字幕テロップによる表示が現れ、現在では次のようなイラストマーク表示がほぼ主流となった。ニュースウオッチ9の天気コーナーのようにキャラクター化する場合もある。
- 晴れ

太陽で表示。今夜の天気（時系列予報での深夜も含む）が晴れという場合では、星や月を使う場合が多い。視聴者の“夜なのに太陽マークはおかしい”という指摘から変えられた。
- くもり

雲で表示。「Yahoo!天気」では、雨の確率が高い灰色のくもりと雨の降らない白いくもりの2種類を使い分ける（2018年11月以降）。
- 雨

傘で表示される場合が多い。通常、傘は開いた状態で示し、「一時雨」の場合は傘は畳んだ状態で示す。
雷を伴う場合、雷をイメージした稲光のマークを添える場合もある。また社によっては（TBS系列に多く見られる）雲マーク（雲の色が灰色）に雨粒や稲光のマークを添えていることもある。
雷雨をアナウンスで説明する場合には、「雷雨でしょう」よりも、「雨で雷を伴うでしょう」と説明することが多い。
- 暴風雨

台風接近などにより、雨で暴風を伴う場合は“斜めにして開かれた傘”で雨粒が舞っているように見せている。かつては大木の幹が折れているイラストが用いられていたこともある。
アナウンスで説明する場合、「暴風雨でしょう」よりも、「雨で暴風を伴うでしょう」と説明することが多い。これは「暴風」も「暴風雨」も発音が「ぼーふー」となるため、聞き間違いを誘発する可能性が高いことによる。
- 雪

雪だるま（NHK・日テレ・フジテレビなど「一時雪」の場合は雪だるまを小さく表示）または、雪の結晶（TBS系列・テレビ朝日など）で表示。アニメーションで表す場合、雪がゆっくりと降っているように見せていることもある。
- 暴風雪

暴風を伴って「風雪強い」状態となる場合は、これに雪が激しく舞っているように表示。
こちらもアナウンスで説明する場合には「暴風雪でしょう」よりも、「雪で暴風を伴うでしょう」と説明することが多い
- 雷

稲妻で表示。1970年代はよく鬼様の鬼をマークとしていたが（TBS系キリンレモンのお天気ママさん）、近年はより明瞭な稲妻を描写したものが多い。
これらのマークを1つまたは2つ組み合わせて表現するが、日本テレビほか一部地域では「晴れ時々雨か雪」などの時には3つのマークを使用する場合がある。
- 「のち」「一時」など

天気予報に使われる「のち」「時々・一時」の表現については手法がいくつかある。「のち」は、右向き矢印（→）で表現するのが主流で（ほかにはスラッシュ（/）など、マークを2つ並べ、その間、または下に矢印を置く。「時々」「一時」はマークを2つ並べる、マークを重ねる、「時々・一時」のあとのマークを小さく表示する、2つのマークの間に縦棒（｜）を置く、などがある。

#### スマートフォンのアプリ
スマートフォン（AndroidフォンやiPhone）では、天気予報の情報を提供するアプリが非常に多種類、無料で提供されている。たとえばAndroidフォンならば、Google Playをクリックして検索欄にキーワードとして「天気予報」と入力して検索すると多数の（2021年時点で100を超える数の）天気予報アプリが表示されるので、その中から他の利用者からの評価やそれぞれの機能などを考慮して選んでインストールすれば、すぐに使い始めることができる。

#### Webサイト
PCなどのウェブブラウザを使って、気象機関や許可事業者のインターネット上のWebサイトで一次情報が得られる。ポータルサイトやマスコミなどメディア系サイトでは一次情報元と契約を結び天気のページを設けて提供しているほか、一部の一般サイトで天気情報を表示するツールを組み込んだものもある。
また、PCのデスクトップ上で使用するウィジェット（ガジェット）やアプリケーションソフトウェアの中にも天気情報を表示するものがある。インターネット放送においても、天気専門のチャンネルがある。
インターネットではAccuWeatherなど許可事業者ではない海外企業も日本の天気予報を発表している。

#### 電子メール
一部の許可事業者、ポータルサイト、自治体などでは、事前登録者に対して警報発表時に電子メールを一斉送信するサービスを提供している。

#### 新聞
ほとんどの新聞では、天気欄に予報を記載している。

#### 電話（テレホンサービス）

##### NTT

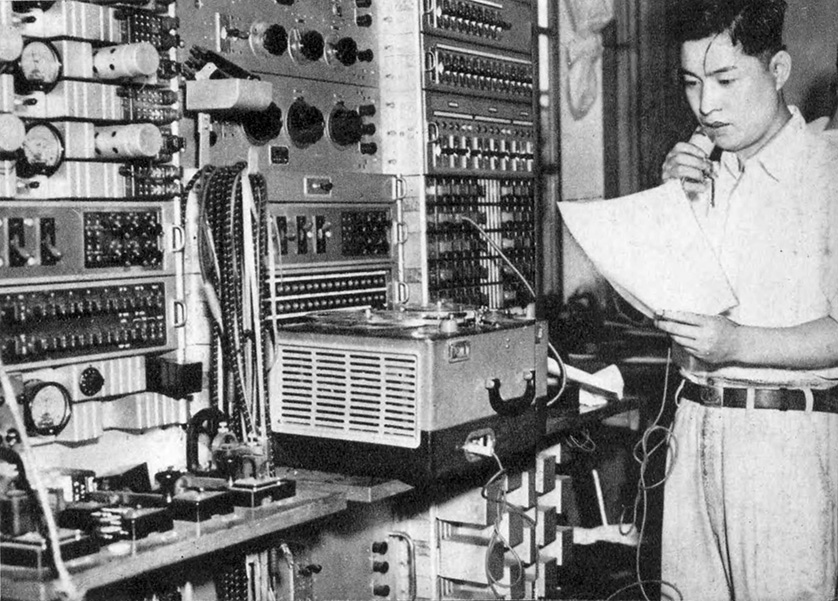
テープレコーダーを使った天気予報の収録（1950年代）

日本電信電話公社（電電公社）の電話情報サービス（テレホンサービス）の第一号として、1954年9月に試験開始され、1955年1月より全国展開された。1964年3月から全国統一の電話番号（3桁特番）「177」が導入され、後身の日本電信電話（NTT）およびNTT東日本・NTT西日本でもサービスを継続していたが、インターネットの普及により、容易に天気予報が入手できるようになったことや固定電話の利用低迷を理由として、2025年3月末でサービスを終了した。
- 原則、概況（当日実績）および当日・翌日・翌々日[注 4]の予報を詳細に案内する[20]。気象業務許可事業者である日本気象協会経由で各地の地方気象台（東京は気象庁）が地域ごとに発表した予報情報を受け、NTT側で自動生成した定型文に沿った合成音声（自動音声応答装置）で案内している。発表データに連動する形で、1日8回から11回程度更新されている。
  - 各地では、7日後までの週間天気予報を案内するテレホンサービスも設けられている。3桁特番でなく加入者電話番号による（原則として、下4桁が0177となっているが、地域によって番号体系が異なる）ものであり、番号は各地の音声案内の最後に紹介される[20]。
  - 1990年代前半までは発表ごとに女性ナレーター（地域によっては男性の場合もあり）の解説を収録したものがエンドレステープ類で再生される形態であった。このため、朝は「おはようございます」の挨拶から始まることもあった。
- 各地で単純に「177」をダイヤルした場合、電話をかけた地域の予報が流れる（市内電話料金が適用）。番号の前に市外局番を付けた「市外局番+177」にかければ、その局番の地域の予報を聞くことができる（市外電話料金が適用）。
  - ただし、市外局番が3ケタの地域の「市外局番+177」を聞こうとすると、つながらなかったり、「****-177」と4ケタで掛け直すようアナウンスが流れる局番がある。これは局番の上3ケタが県をまたいで使用されているためである[注 5][20]。
  - 「市外局番+177」では、発信元の住所どおりの都道府県ではなく、隣の都道府県の予報が流れることがある（例・兵庫県内の尼崎市の06、伊丹市・川西市・川辺郡猪名川町の全域と宝塚市の一部地域の072）[20]。いずれも隣接地で使用されている市外局番であるため。該当する市町内の固定電話や公衆電話からの場合はこの限りではない。
  - 2008年11月、気象庁の予報警報業務拡充により、それまで存在していなかった小笠原村地域を対象とした177（04998+177）が開始された。
- ネットワーク上発信地域の特定が困難である携帯電話（PHSは除く[注 6]）では、上記の「市外局番+177」でなければつながらない。IP電話・インターネット電話では提供事業者によって接続対象外となっている場合がある。
- 中継電話（マイライン）や直収電話からの発信においては市内通話でもその回線経由で接続・課金される。

##### その他の電話事業者
- かつて、東京通信ネットワーク（KDDIに吸収され消滅）の東京電話アステルと東京電話からの発信に限定した「ハロー天気」という独自の天気予報ダイヤルが2000年12月より提供されていた。これは許可事業者のウェザー・サービスの情報提供を基に177と同レベルの天気予報を、当時の東京電話のキャラクターである松坂慶子が案内するもの。国際電気通信基礎技術研究所の技術により松坂の声をサンプリングして生成した合成音声で発声するものだったが、時間に応じて「おはようございます」「こんばんは」と声かけするなど自然体で癒やし系的な語り口が特徴だった。電話番号は8610（市内）・市外局番+8610。東京電話アステルでは基地局の位置情報を基に現在地の天気予報を提供する155#8610という番号も運用された[21][22]。2001年後半頃にサービスを終了。

#### 電光掲示板等
都市部を中心に予報を流す電光掲示板や車内案内ディスプレイが街頭の目立つ所に設置された。また、電車や航空機の中など、公共交通機関ではLCDで一次情報元から提供を受けた天気情報が流れることがよくあった。珍しいものとして、大阪通天閣の頂上ではネオンライトの色（晴＝白、曇＝橙、雨＝青、雪＝桃）で明日の大阪の天気を表していた。
携帯電話・スマートフォンが普及したことから減少傾向であるが、液晶ディスプレイ（LCD）化して更新されていることもある。

### 日本の天気予報の年表
- 1872年（明治5年）：福士成豊が函館に日本初の気象観測所「函館気候測量所」（函館地方気象台の前身）を設置する[24]。
- 1875年（明治8年）：東京気象台（気象庁の前身）が赤坂で観測開始[2]。“春一番が吹いた日”など各種の観測データは1876年より蓄積されている。
- 1883年（明治16年）：日本初の天気図作成と暴風警報発出[2]。同年4月4日、福沢諭吉の『時事新報』に気象観測データである「気象報告」が掲載された[25]。
- 1884年（明治17年）6月1日：東京気象台から日本で最初の天気予報が発表され[2]、以降1941年の中断に至るまでの、午前6時、午後2時、午後9時の毎日3回日本全国の天気を予報し、東京市内の交番で掲示された。予報内容は日本全国を一文で表し第1号の予報は「全国一般風ノ向キハ定リナシ　天気ハ変リ易シ　但シ雨天勝チ」と発表された。東京各地の派出所や駅、全国の測候所に貼り出された。ただし測候所には郵送で送っていたと記録がされている[26]。
- 1888年（明治21年）3月23日：『時事新報』が日本の新聞として初めて天気予報を掲載[27]。同年8月12日からは『東京朝日新聞』の朝刊に天気予報が掲載される[28]。
- 1893年（明治26年）1月1日：時事新報がイラスト入りの天気予報の掲載を開始[27]。
- 1925年（大正14年）3月22日：ラジオ放送による天気予報の開始（ラジオ放送開始日）。
- 1941年（昭和16年）12月8日：太平洋戦争の開戦により、機密保持のため発表が中断される。陸海軍は口頭をもって「気象報道管制」実施を命令した。午後6時に同内容の文書を出した[29]。
- 1945年（昭和20年）8月17日：終戦の8月15日から2日後にラジオの天気予報が復活[30]。
- 1953年（昭和28年）2月1日：テレビ放映による天気予報の開始（テレビ放送開始日）。
- 1955年（昭和30年）1月1日：電話による天気予報案内サービスの開始（番号が「177」に統一されたのは1964年）[31]。
- 1959年（昭和34年）：数値予報業務の開始[2]。
- 1978年（昭和53年）：気象衛星「ひまわり」による観測開始[2]。
- 1980年（昭和55年）6月1日：降水確率予報[2]を東京地方で開始。
- 1980年代後半～1990年代前半：キャプテンシステム、データ放送などのニューメディアが登場。天気予報も提供された。
- 1994年（平成6年）：気象予報士試験実施[11]。
- 1995年（平成7年）4月1日：天気予報の自由化。予報業務許可事業者が独自の予報を発表できるようになった。これ以降、気象ビジネス市場が拡大。
- 1990年代後半：インターネットの普及により、ウェブサイトで気象データや過去の気象データの入手が容易になった。
- 2013年（平成25年）：特別警報の運用開始[2]。